# چک ابلق

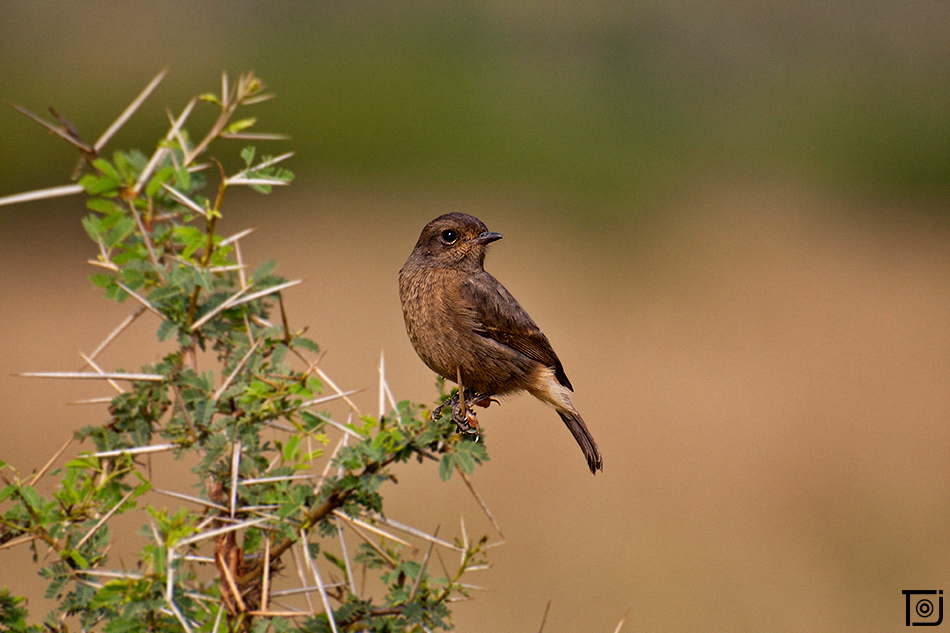
چک ابلق ماده

چک ابلق یا چک بیشه‌ای ابلق (نام علمی: Saxicola caprata) پرنده‌ای از سردهٔ چک در تیرهٔ مگس‌گیران در راستهٔ گنجشک‌سانان است. برخی از جمعیت‌های این پرنده در مناطق جغرافیایی گوناگون وضعیت زیرگونه‌ای دارند.
زیستگاه این پرنده کشتزارهایی که بوته‌های پراکنده دارند و مزرعه‌ها است و معمولاً در نزدیکی زمین‌های نمناک زندگی می‌کند. چک ابلق آشیانه خود را در سوراخ‌های زمین یا شکاف صخره‌ها می‌سازد و با علف و موی جانوران پوشش می‌دهد. این پرنده حشرات را شکار می‌کند.
این پرنده بومی منطقه‌های گرمسیری جنوب آسیا از خاورمیانه بزرگ تا پاکستان، هند و بنگلادش شرق به اندونزی. چک‌های ابلق در حدود ۱۹۵۰ ساکن پاپوآ گینه نو شدند.
چند زیرگونه این پرنده بومی ایران هستند.

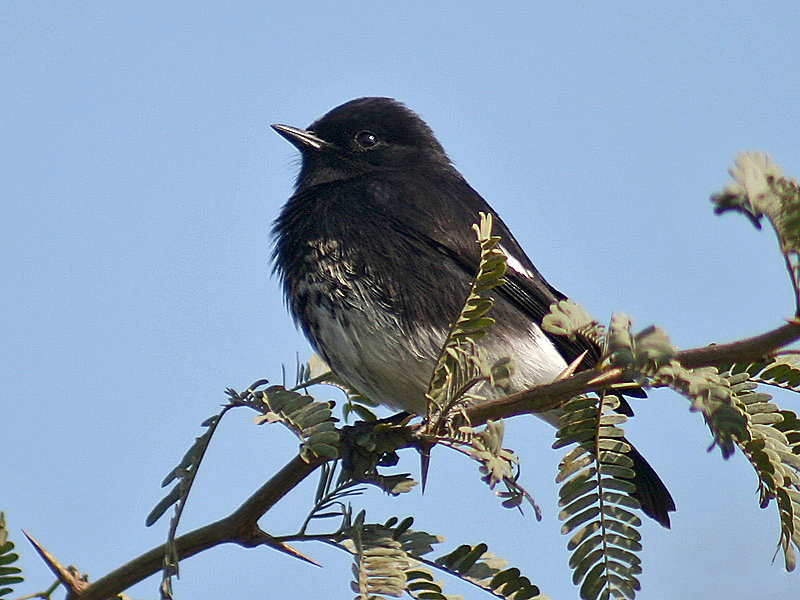
پرندهٔ نر زیرگونهٔ bicolor در فریدآباد